# Junta (construcción)

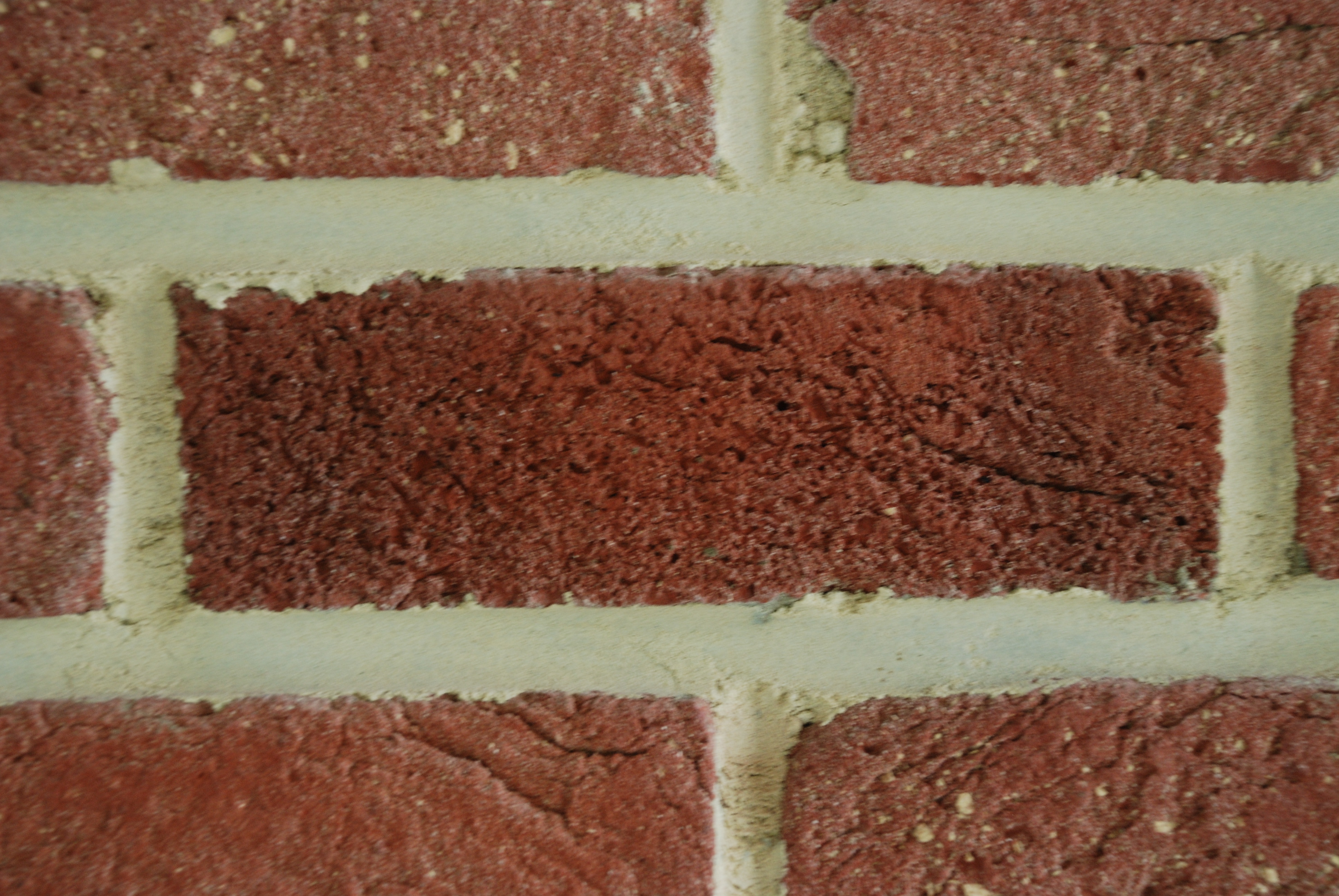
Juntas entre ladrillos

Se llama junta al pequeño espacio que queda entre las dos superficies de los sillares o ladrillos inmediatos unos a otros de una construcción que se llena de mortero o de cemento a fin de unirlos y ligarlos sólidamente. 
Se distinguen los siguientes tipos de juntas. 
- Junta apretado. Es aquella en que se quita el mortero para que la unión se efectúe por el propio peso de la piedra.
- Junta ascendente, montante o vertical. Es la que se dirige verticalmente desde abajo hacia arriba o viceversa.
- Junta cuadrada. Es la formada por dos materiales cuyas superficies están talladas en ángulo recto.
- Junta cubierta. La disimulada por una moldura que sobresale.
- Junta de cabeza. Es la junta colocada perpendicularmente al radio de una bóveda y del lado de la superficie anterior.
- Junta de dovela. La colocada siguiendo el radio de una bóveda.
- Junta delgada. La formada de dos piedras cuyas superficies están talladas siguiendo un ángulo superior al recto.
- Junta de revestimiento. La que da el saliente de los escalones retrasados unos de otros.
- Junta en ángulo. La formada por yuxtaposición de un trozo tallado según un ángulo y no en escuadra.
- Junta en corte. La inclinada según la dirección de un radio.
- Junta gruesa. La formada por dos piedras cuyas superficies están talladas según un ángulo inferior al recto.
- Junta inglesa. La formada por dos superficies que se encuentran según un ángulo de 45 grados. Esta junta no se usa sino para las incrustaciones de mármol o de piedras diversamente coloreadas.
- Junta oculta. La que se halla disimulada. En los trabajos de marmolería, se utilizan las juntas ocultas para acordar las placas de mármol cortadas según el contorno de las vetas de forma irregular.